# 宗正寺
宗正寺，中国古代官署。
北齐设立宗正寺，宗正改称宗正寺卿或宗正卿，副官称宗正少卿，掌管皇族事务。管理皇族、宗族、外戚的谱牒、守护皇族陵庙，因为唐代道教是国教，所以宗正寺还管理道士、僧侣。隋唐两宋相沿，为九寺之一。宋代設大宗正司，司训导，纠违失，凡宗族之政令，皆关掌奏，事毋得专达，先详视可否以闻， 元丰改制，诏大宗正司不隶于中央六曹体系之内，此後各朝代宗人府亦不纳入尚书省六部及九寺五监。宋亦有宗正寺，與大宗正司為兩個獨立的機關，宗正寺則由外臣擔任，權責較少。辽朝为特里衮，金朝为判大宗正事，元朝为大宗正府，明清为宗人府，不再属于九寺。